# Theehuis Dago

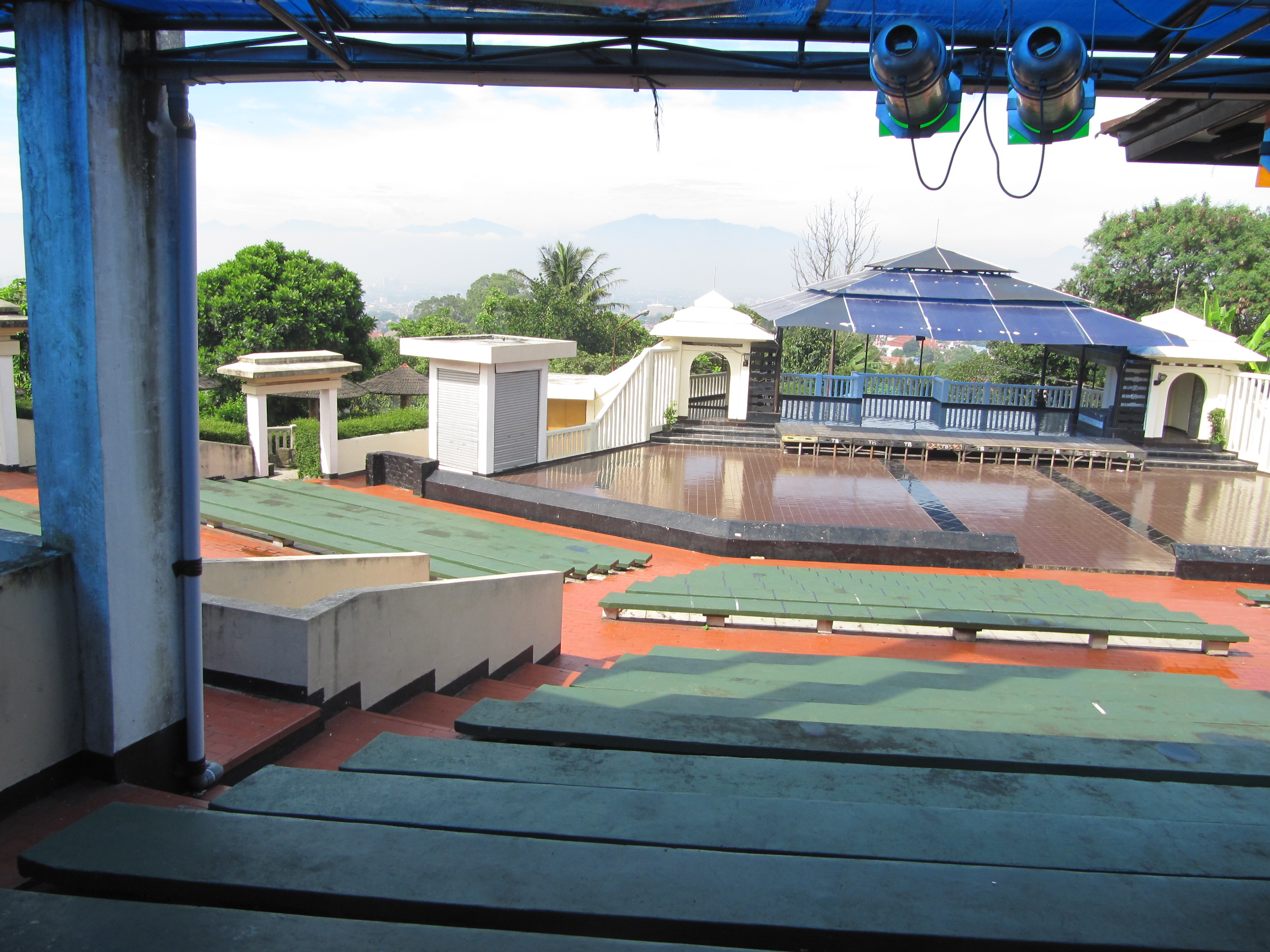
openluchttheater

Theehuis Dago is een openluchttheater gelegen in de wijk Dago, Bandung. Vroeger was het Dago Theehuis een bekend theehuis. Het werd oorspronkelijk gebouwd in de Nederlandse koloniale tijd.
Het bevindt zich op loopafstand van de Curug Dago. Een tiental jaren geleden kon men vanaf de waterval langs de rivier en de kloof naar Maribaya wandelen. Nu start het wandelpad door de kloof echter 2 km ten noorden van het theehuis in natuurpark Juanda.